# Cantabrii

Locaţia Cantabrilor în timpul Războaielor Cantabre

Cantabrii au fost un mare trib roman Celtic, care a trăit în regiunea coastei Atlanticului de Nord în vechea Hispanie, din secolul al IV-lea î.Hr până la sfârșitul secolului I î.Hr.

## Origini
O analiză detaliată a toponimiei în vechea Cantabria prezintă un element Celtic puternic, împreună cu un element Para-Celtic (amândouă fiind Indo-Europene) și infirmă ideea prezenței pre-indo-europenilor sau bascilor substianțiali în această regiune. Acest lucru confirmă ideea anterioară a lui Jürgen Untermann care consideră a fi cea mai plauzibilă și coincide cu dovezile arheologice prezentate de Ruiz-Galvez în 1998, care susținea că așezările Celtice în Peninsula Iberică au fost făcute de către oamenii care au sosit pe Oceanul Atlantic, între o zona dintre Bretania franceză și gura de vărsare a râului Garona, stabilindu-se în cele din urmă de-a lungul coastei din Galiția și Cantabria.

## Locația
Cantabrii au locuit în zonele muntoase de pe coasta Atlanticului de nord spaniol, cuprinzând întreaga provincie modernă a Cantabriei, Asturia de est, în regiunile muntoase din apropierea Leonului și Castiliei și marginea de nord ale provinciilor Palencia și Burgos. În jurul secolului I î.Hr, ei erau curpinși în aproximativ 11 triburi - Avarigines (es), Blendii (es), Camarici (sau Tamarici), Concani, Coniaci/Conisci, Morecani, Noegi, Orgenomesci, Plentuisii, Salaeni, Vadinienses și Vellici/Velliques - adunate într-o confederație tribală cu orașul Aracillum (Castro de Espina del Gallego, Sierra del Escudo - Cantabria), situat strategic pe valea râului Besaya, fiind considerat un loc politic. 

## Religia
Dovezi literare și epigrafice confirmă faptul că, la fel ca vecinii lor din Galiția și Asturia, Cantabrii au fost politeiști, venerând un vast și complex panteon de zeități indo-europene de sex masculin și feminin, sculptate din sdejar sacru sau pin, sau venerând muniții, pădurile, cursurile apei ori sanctuarele rurale mici.
Druidismul nu pare să fi fost practicat de Cantabrii, deși au existat suficiente dovezi pentru existanța unei clase preotești organizate care efectuau ritualuri elaborate, fiind incluse ritualurile cu băi de abur, dansuri festive, oracole, divinizarea și sacrificul uman și animal. În acest sens, Strabon menționează că popoarele de nord-vest sacrificau caii în numele unui Zeu al războiului, iar Horace și Silius Italicus au adăugat că, Concanii aveau obieceiul de a bea sângele de cal în timpul ceremoniei.

## Istoria
Considerați a fi alpiniști sălbatici și neîmblânziți, Cantabrii au sfidat legiunile romane și și-au făcut propriul nume, pentru spiritul lor indepedent și al libertății. Războinicii au fost considerați ca fiind luptători duri și violenți, potriviți pentru munca de mercenari, însă erau predispuși la acte de banditism. Cele mai timpurii referiri se găsesc în textele istoricilor antici, cum ar fi Livius și Polybius, care menționează că mercenarii cantabrii în serviciul cartaginez, au luptat în bătălia de la Metaurus în 207 î.Hr. Un alt autor, Cornelius Nepos, susține că triburile cantabrilor au fost prezente pentru prima oară în Roma, în campaniile lui Cato cel Bătrân, în Celtiberia în 195 î.Hr, iar mai târziu, luptătorii cantabrii s-au luptat pentru Vaccaei și Celtiberi în Războaiele Celtiberilor, din secolul al II-lea î.Hr. Reputația lor era atât de măreață încât, atunci când o armată romană sub conducerea lui Gaius Hostilius Mancinus a atacat Numantia în 137 î.Hr, zvonul apropierii unei mari forțe Cantabri-Vaccaei a fost suficient pentru a-i determina pe cei 20.000 de legionari să intre în panică, forțându-l pe Mancinus să se predea în termeni de pace umilitori.
De la începutul secolului 1 î. Hr, Cantabrii au început să joace un joc dublu prin împrumutarea serviciilor lor către generalii romani individuali, dar în același timp, îi susțineau pe rebeli în provinciile spaniole romane, efectuând raiduri. Această politică oportunistă i-a condus de partea lui Pompei în timpul fazei finale a războaielor Sertorianilor (82-72 î.Hr.) și au continuat să urmeze cauza lui Pompei, până la înfrângerea generalilor săi, Afranius și Petreius, în bătălia de la Ilerda (Lérida) în 49 î. Hr. Înainte de acestea, Cantabrii au intervenit fără succes în Războaiele Galice, prin trimiterea unei armate în anul 56 î.Hr, pentru a ajuta triburile Aquitanilor din sud-estul Galiei, împotriva lui Publius Crassus, fiul lui Marcus Crassus, care servea sub Iulius Cezar.
Sub conducerea căpeteniei Corocotta, propriile raidurile ale cantabrilor împotriva Vaccaei, Turmodigi și Autrigones, care acopereau un teritoriu bogat foarte râvnit, a dus la sprijinirea Vaccaeilor în revolta anti-romană din 29 î.Hr, iar în cele din urmă a dus la izbucnirea primului Război a Cantabrilor, aceștia fiind cuceriți și anihilati parțial de către împăratul Augustus. Restul populației cantabrii rămase și terenirle lor tribale au fost absorbite în provincia nou creată a Transdurianei.
Cu toate acestea, măsurile dure elaborate de către Augustus și puse în aplicare de către generalul lui, Marcus Agrippa Vispanius, de a pacifica provinciea a contribuit doar la instabilitatea continuă în Cantabria. Revoltele tribale aproape constante și războiul de gherilă, au continuat să afecteze terenurile Cantabrilor până la începutul primului secol după Hristos, când regiunii i s-a acordat o formă de auto-guvernare, înainte ca aceaștia să fie incluși în noua provincie, Hispania Tarraconensis.   

## Romanizarea
Deși romanii au fondat colonii și au stabilit garnizoane militare la Castra Legio Pisoraca (tabăra Legio IIII Macedonica - Palencia), Octaviolca (aproape de Valdeolea - Cantabria) și Iuliobriga (Retortillo - Reinosa), Cantabria nu a devenit pe deplin romanizată și oamenii săi și-au păstrat multe aspecte celtice, în perioada romană, precum limba, religia și cultura. Cantabrii nu și-au pierdut nici abilitățile războinice, oferind trupe auxiliare armatei romane imperiale timp de zeci de ani, iar aceste trupe au partricipat la cucerirea Britaniei de către împăratul Claudius în 43 d.Hr.
Ca și vecinii lor din Asturia, Cantabrii au reapărut în mijlocul haosului invaziilor barbare de la sfârșitul secolului al IV-lea, doar pentru a fi absorbiți de către vizigoți în secolul al VI-lea. Începând de atunci, Cantabrii au început să fie crestinați, deși ei au devenit pe deplin latinizați în limbaj și cultură după cucerirea musulmană din Iberia din secolul al VIII-lea. 